# Irene da Grécia e Dinamarca
Irene da Grécia e Dinamarca (em grego: Ειρήνη της Ελλάδας και Δανίας; Atenas, 13 de fevereiro de 1904 – Fiesole, 15 de abril de 1974), foi uma princesa grega, esposa do rei Tomislau II e Rainha Consorte da Cróacia de 1941 até a abdicação de seu marido em julho de 1943. Era a segunda filha do rei Constantino I e da princesa Sofia da Prússia, e irmã dos reis Jorge II, Alexandre I e Paulo I, e da rainha Helena da Romênia.

## Biografia

### Família e primeiros anos
Os seus avós paternos eram o rei Jorge I da Grécia e a grã-duquesa Olga Constantinova da Rússia. Os seus avós maternos eram o Frederico III, imperador da Alemanha e a sua consorte Vitória. Vitória era filha do príncipe Alberto de Saxe-Coburgo-Gota e a rainha em poder, Vitória do Reino Unido.
Irene nasceu em Atenas depois de três irmãos, Jorge, Alexandre e Paulo  e de uma irmã, Helena. Outra irmã, Catarina, nasceu em 1913.
Em 1927, o irmão de Irene, Jorge, anunciou o noivado desta com o príncipe Cristiano de Schaumburg-Lippe, sobrinho do rei Cristiano X da Dinamarca. Porém, estes planos nunca chegaram a concretizar-se. Mais tarde o príncipe acabou por se casar com a sua prima, a princesa Feodora da Dinamarca.

### Casamento e morte
A 1 de julho de 1939, a princesa Irene casou-se com o príncipe Aimone, duque de Aosta e Spoleto. Tiveram um filho, o príncipe Amadeu Humberto Constantino Jorge Paulo Helena Maria Fiorenzo Zvonimir de Saboia, nascido a 27 de setembro de 1943.
O príncipe Aimone tornou-se o quarto duque de Aosta a 3 de março de 1942, após a morte do seu irmão mais velho, o príncipe Amadeu, terceiro duque de Aosta. A 18 de maio de 1941, adoptou o nome de Tomislav II e foi proclamado rei do Estado Independente da Croácia. Acabaria por nunca entrar no território do Estado e subsequentemente abandonou a coroa a 12 de outubro de 1943, depois de a Itália se retirar da guerra. Irene e a sua família foram levados para um campo de concentração nazi em 1944. Ela não era a favor do seu marido assumir o trono de Zvonimir, mas apoiou os seus planos de se afastar da coroa da Croácia. Após o armistício com o reino da Itália, a princesa foi capturada pelos alemães e levada para um campo de concentração na Áustria e, mais tarde, na Polónia. Amadeu, o seu filho e herdeiro, era na altura uma criança e adoecia várias vezes. A princesa foi libertada pelos franceses.
O príncipe Aimone morreu a 29 de janeiro de 1948 em Buenos Aires. Com a sua morte, o seu filho Amadeu sucedeu-o e tornou-se o quinto duque de Aosta.
Entre 1941 e 1942, Irene serviu a Cruz Vermelha Internacional na União Soviética.
A princesa Irene morreu a 15 de abril de 1974 em Fiesole, Itália de doença prolongada.